# Cshatrapati Sivádzsi nemzetközi repülőtér
A Cshatrapati Sívádzsi nemzetközi repülőtér (IATA: BOM, ICAO: VABB) India egyik legfontosabb repülőtere, Nagy-Mumbai területén. Az ország második legforgalmasabb repülőtere, Ázsiában a 14. legforgalmasabb, míg a világon a 28. legforgalmasabb repülőtér (2017-es adatok alapján).
Éves utasforgalma 47 204 259 fő (2017).

## Megközelítése

### Vonat
- Ville Parle nevű vasútállomás a belföldi terminál közelében.
- Andheri nevű vasútállomás a nemzetközi terminál közelében.

### Mumbai Metro
- Az Airport Road és a Marol Naka nevű állomás az 1-es metróvonalon, a nemzetközi terminál közelében
- Western Express Highway (WEH) állomás az 1-es metróvonalon, a belföldi terminál közelében

A 3. sz. metróvonal 2021 elején épülőben van.

## Futópályák
A repülőtér futópályái:
- 14/32 (2925 m, 45 m, aszfalt)
- 09/27 (3445 m, 60 m, aszfalt)

## Forgalom
Az utasforgalom az elmúlt években az alábbi módon változott:
| Utasok száma | 28 137 797 | 30 439 122 | 30 038 696 | 40 637 377 | 44 680 555 | 47 204 259 | 49 876 769 | 16 389 870 | 19 786 522 | 38 332 106 |
|              | 2010       | 2011       | 2012       | 2015       | 2016       | 2017       | 2018       | 2020       | 2021       | 2022       |

## Légitársaságok és úticélok
- Sardzsai nemzetközi repülőtér (Air India Express, Air Arabia)
- Pekingi nemzetközi repülőtér (Air China)
- Toronto Pearson nemzetközi repülőtér (Air Canada)
- Abu-Dzabi nemzetközi repülőtér (Air India, Etihad Airways)
- Sri Guru Ram Dass Jee International Airport (IndiGo, Vistara, Air India)
- Chhatrapati Sambhajinagar Airport (Air India, Jet Airways)
- Szuvarnabhumi nemzetközi repülőtér (Jet Airways, Thai Smile, Thai Airways International, Air India, Bangkok Airways)
- Raja Bhoj Airport (IndiGo, Air India, Jet Airways)
- Biju Patnaik Airport (IndiGo, Go First, Air India)
- Shaheed Bhagat Singh International Airport (Go First, IndiGo, Jet Airways, Air India)
- Csennai nemzetközi repülőtér (Jet Airways, IndiGo, Air India, SpiceJet, Go First)
- Coimbatore Airport (Jet Airways, Air India, IndiGo)
- Indira Gandhi nemzetközi repülőtér (IndiGo, Go First, Jet Airways, SpiceJet, Air India, Vistara)
- Dubaji nemzetközi repülőtér (Flydubai, Air India, Air India Express, IndiGo, SpiceJet, Emirates, Jet Airways)
- Frankfurti repülőtér (Air India, Lufthansa)
- Dabolim Airport (Jet Airways, IndiGo, SpiceJet, Go First, Air India, Vistara)
- Hongkongi nemzetközi repülőtér (Jet Airways, Cathay Pacific)
- Hubballi Airport (SpiceJet, Air India)
- Rajiv Gandhi International Airport (Jet Airways, SpiceJet, Air India, IndiGo)
- Devi Ahilyabai Holkar Airport (Jet Airways, Air India, IndiGo, Alliance Air)
- Jaipur International Airport (Jet Airways, IndiGo, Go First, Air India)
- Jamnagar Airport (Air India)
- Abdul-Aziz király nemzetközi repülőtér (Jet Airways, Saudia, Air India)
- Jodhpur Airport (Air India, Jet Airways)
- Cochin International Airport (Go First, SpiceJet, IndiGo, Air India)
- Netádzsi Szubhás Csandra Bosz nemzetközi repülőtér (SpiceJet, Go First, IndiGo, Air India)
- Calicut International Airport (Air India, IndiGo)
- London-Heathrow-i repülőtér (Air India, British Airways)
- Chaudhary Charan Singh Airport (Go First, IndiGo, Air India)
- Mangaluru Airport (IndiGo, Air India)
- Maszkati nemzetközi repülőtér (Air India, IndiGo, Oman Air)
- Dr. Babasaheb Ambedkar International Airport (Air India, Go First, IndiGo)
- Newark Liberty nemzetközi repülőtér (Air India, United Airlines)
- John Fitzgerald Kennedy nemzetközi repülőtér (Air India)
- Swami Vivekananda Airport (IndiGo, Air India)
- Rajkot Airport (Air India)
- Birsa Munda Airport (Go First)
- Khalid király nemzetközi repülőtér (Air India, Saudia)
- Incshoni nemzetközi repülőtér (Korean Air)
- Szingapúr-Changi repülőtér (Singapore Airlines, Air India)
- Thiruvananthapuram International Airport (IndiGo, Air India)
- Udaipur Airport (SpiceJet, IndiGo, Air India)
- Lal Bahadur Shastri Airport (SpiceJet, IndiGo, Air India)
- Hamad nemzetközi repülőtér (IndiGo, Qatar Airways, Air India Express)
- Vijayawada Airport (Air India Express)
- Sir Seewoosagur Ramgoolam nemzetközi repülőtér (Air Mauritius)
- Seychelles nemzetközi repülőtér (Air Seychelles)
- Kempegauda nemzetközi repülőtér (Go First, IndiGo, AIX Connect, Air India, SpiceJet)
- Bhavnagar Airport (Alliance Air)
- Bhuj Airport (Alliance Air)
- Diu Airport (Alliance Air)
- Shirdi Airport (Alliance Air)
- Surat Airport (SpiceJet, Alliance Air)
- Narita nemzetközi repülőtér (All Nippon Airways)
- Kairói nemzetközi repülőtér (EgyptAir)
- Ben-Gurion nemzetközi repülőtér (El Al)
- Bole nemzetközi repülőtér (Ethiopian Airlines)
- Ngurah Rai nemzetközi repülőtér (Garuda Indonesia)
- Jammu Airport (Go First, IndiGo)
- Kannur International Airport (Go First)
- Velana International Airport (IndiGo, Go First)
- Jayprakash Narayan International Airport (Go First, SpiceJet, IndiGo)
- Bagdogra Airport (IndiGo, Jet Airways)
- Lokpriya Gopinath Bordoloi International Airport (IndiGo, Jet Airways)
- Vadodara Airport (IndiGo)
- Nedzsef nemzetközi repülőtér (Iraqi Airways)
- Kuvaiti nemzetközi repülőtér (Jazeera Airways, Jet Airways, Kuwait Airways)
- Amszterdam-Schiphol repülőtér (KLM)
- Bahreini nemzetközi repülőtér (Gulf Air, Jet Airways)
- Bandaranaike International Airport (Jet Airways, SriLankan Airlines)
- Tribhuvan nemzetközi repülőtér (Nepal Airlines)
- Párizs-Charles de Gaulle repülőtér (Joon Airlines)
- Jomo Kenyatta nemzetközi repülőtér (Kenya Airways)
- Müncheni repülőtér (Lufthansa)
- Kuala Lumpur nemzetközi repülőtér (Batik Air Malaysia, Malaysia Airlines)
- Kigali International Airport (RwandAir)
- Jabalpur Airport (SpiceJet)
- Jaisalmer Airport (SpiceJet)
- Kandla Airport (SpiceJet)
- Kanpur Airport (SpiceJet)
- Porbandar Airport (SpiceJet)
- Zürichi repülőtér (Swiss International Air Lines)
- Don Müang nemzetközi repülőtér (Thai Lion Air)
- Shri Guru Gobind Singh Ji Airport (TruJet)